# Robert Langlands

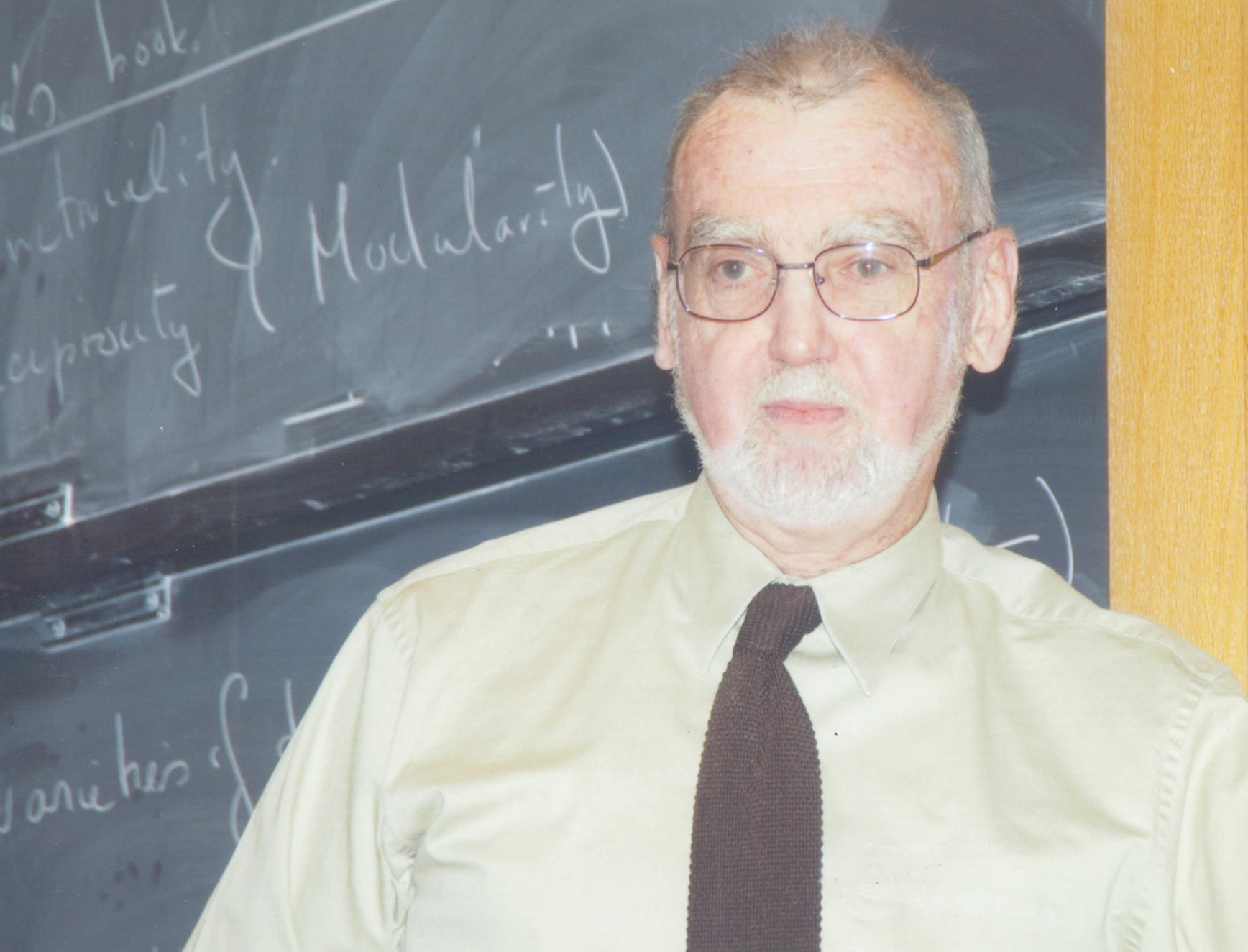
Robert Langlands

Robert Phelan Langlands (* 6. Oktober 1936 in New Westminster, British Columbia) ist ein kanadischer Mathematiker, bekannt durch das von ihm initiierte Langlands-Programm.

## Leben
Langlands studierte an der University of British Columbia, wo er 1957 einen Bachelor und 1958 einen Master erhielt. 1960 wurde er an der Yale University bei Cassius Ionescu-Tulcea promoviert (Semi-groups and representations of Lie groups). Er war danach an der Princeton University und Yale University. Seit 1972 ist er Professor am Institute for Advanced Study in Princeton, wo er schon 1962/63 war.
Langlands arbeitete über automorphe Formen und die Darstellungstheorie von linearen Gruppen in diesen Formen sowie deren Zusammenhänge mit der Zahlentheorie und ihren L-Funktionen, über die er weitreichende Vermutungen anstellte (Langlands-Programm). Außerdem beschäftigte er sich mit der Perkolationstheorie.
1970 war er Gastredner auf dem Internationalen Mathematikerkongress (ICM) in Nizza (Automorphic forms on GL(2)) und 1978 hielt er einen Plenarvortrag auf dem ICM in Helsinki (L-Functions and Automorphic Representations).
Langlands erhielt 1975 die Wilbur Cross Medal der Yale University, 1982 den Colepreis, 1988 den ersten NAS Award in Mathematics, 1996 den Wolf-Preis, 2000 die Grande médaille de l’Académie des sciences, 2005 den Leroy P. Steele Prize der American Mathematical Society, 2006 den Nemmers-Preis für Mathematik und 2007 den Shaw Prize. Im Jahr 2018 wurde Langlands der Abelpreis zugesprochen.
1985 wurde er Ehrendoktor der University of British Columbia. Er ist Mitglied der Royal Society of Canada und seit 2011 auswärtiges Mitglied der Russischen Akademie der Wissenschaften.
1964 erhielt er von der Alfred P. Sloan Foundation ein Forschungsstipendium (Sloan Research Fellowship). Er ist Fellow der American Mathematical Society. 1981 wurde er in die Royal Society, 1990 in die American Academy of Arts and Sciences gewählt, 1993 in die National Academy of Sciences und 2004 in die American Philosophical Society. 2015 wurde er Ehrenmitglied der London Mathematical Society.
Zu seinen Doktoranden zählen James Arthur, Diana Shelstad, Thomas Hales und Jonathan Rogawski.

## Schriften
- Mit Hervé Jacquet: Automorphic forms on GL (2). 2 Bände, Springer Verlag, 1970, 1972.
- Base change for GL(2). Princeton University Press, 1980.
- Euler products. Yale University Press, 1971.
- On the functional equations satisfied by Eisenstein series. Springer Verlag, 1976.